# Minosia spinosissima
Minosia spinosissima är en spindelart som först beskrevs av Simon 1878.  Minosia spinosissima ingår i släktet Minosia och familjen plattbuksspindlar. Inga underarter finns listade i Catalogue of Life.